# جنیفر گریس
 جنیفر گریس (انگلیسی: Jennifer Gareis؛ زادهٔ ۱ اوت ۱۹۷۰) یک هنرپیشه اهل ایالات متحده آمریکا است.